# Templo de Edmonton
El Templo de Edmonton, Canadá, es uno de los templos construidos y operados por la Iglesia de Jesucristo de los Santos de los Últimos Días, el número 67 construido por la iglesia y el segundo en la provincia canadiense de Alberta, ubicado en la ciudad de Edmonton. El primer templo de Alberta es el templo de Cardston, construido en 1923.

## Historia
Se sabe que los primeros SUD en vivir en Edmonton fueron una familia de seis miembros, cuyo cabeza de familia realizó un contrato con el gobierno en 1914, pero que permanecieron solo dos años y luego se trasladaron hacia el sur. En 1913 se anunció la construcción del templo de Cardston, ciudad colonizada por emisarios de Brigham Young y luego se dedicó en 1923. En la década de 1920, varios estudiantes universitarios de otras regiones y empleados del gobierno que eran miembros de la Iglesia vivían en Edmonton, aunque no se mantuvieron registros de sus reuniones, por lo que la primera reunión oficial tuvo lugar el 26 de febrero de 1933, en la casa de una familia. Este pequeño grupo pronto se convirtió en una rama. Dos años después se mudaría allí el apóstol mormón N. Eldon Tanner, quien más tarde sería consejero de la de Spencer W. Kimball se convirtió en un muy querido y respetado líder de la región por más de 15 años. El 19 de mayo de 1953 se organizó la misión Canadá Oeste y la primera estaca se creó el 15 de noviembre de 1960, fecha en que la iglesia reportaba unos 2 mil fieles. Para el anuncio de la construcción del templo en 1996, había más de 15 mil devotos bautizados en la región, organizados en 4 estacas y varios distritos.

## Construcción

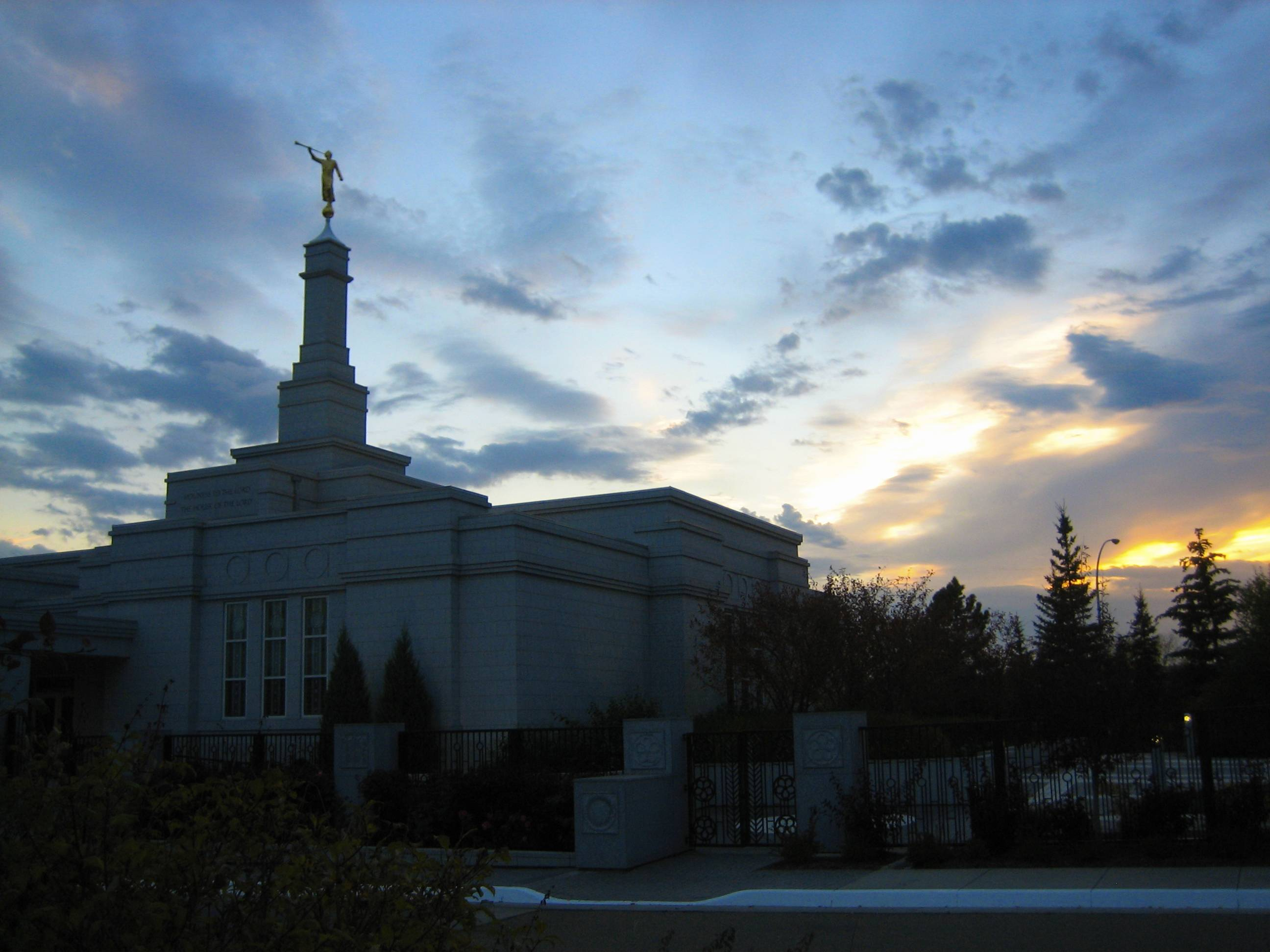
Templo de Edmonton al atardecer.

La Primera Presidencia de la iglesia SUD anunció en 1998 los planes de construir un templo en Edmonton. Para el momento de su anuncio, el templo de Edmonton se convirtió en el segundo templo del estado de Alberta. El templo de Edmonton fue el undécimo construido con especificaciones de menores proporciones, con el fin de completar la meta del entonces presidente de la iglesia Gordon B. Hinckley de tener construidos 100 templos alrededor del mundo para fines del año 2000.
Tras el anuncio público, la iglesia en ese país buscó un terreno adecuado, lo que generó cierto descontento entre una parte de los residentes de la región. La construcción del templo comenzó con una ceremonia de la primera palada el 27 de febrero de 1999. La ceremonia de la primera palada fue transmitida en circuito cerrado de televisión desde Edmonton hasta 19 localidades de Alberta y Columbia Británica con una estimación de 300 personas presentes, incluyendo dignatarios de la provincia, y 3.500 espectadores.
El templo de Edmonton fue construido con mármol blanco proveniente de Vermont, un solo pináculo, teniendo un total de 1000 metros cuadrados de construcción y contando con dos salones para las ordenanzas SUD y dos salones de sellamientos matrimoniales.

## Dedicación
El templo de Edmonton es utilizado por unos de 16.000 miembros repartidos en cuatro estacas afiliadas a la iglesia en la región.
El templo SUD de la ciudad de Edmonton fue dedicado para sus actividades eclesiásticas en cuatro sesiones, el 11 de diciembre de 1999, por el entonces presidente de la iglesia SUD, Gordon B. Hinckley. Con anterioridad a ello, del 3 al 9 de diciembre de ese mismo año, la iglesia permitió un recorrido público de las instalaciones y del interior del templo al que asistieron más de 27.000 visitantes. Unos 6.800 miembros de la iglesia e invitados asistieron a la ceremonia de dedicación, que incluye una oración dedicatoria.
Al templo, por su cercanía a las comunidades, también asisten miembros provenientes del noroeste de Canadá, incluyendo Yellowknife cerca del círculo polar ártico, Grande Prairie y Red Deer.